# Сенокос (община Долнени)
Вижте пояснителната страница за други значения на Сенокос.
Сенокос (на македонска литературна норма: Сенокос) е село в община Долнени на Северна Македония.

## География
Разположено е в Прилепското поле, на 11 км северно от град Прилеп.

## История
В XIX век Сенокос е чисто българско село в Прилепска каза на Османската империя. Църквата „Свети Атанасий“ е от 1874 година. „Етнография на вилаетите Адрианопол, Монастир и Салоника“, издадена в Константинопол в 1878 година и отразяваща статистиката на населението от 1873 година Сенокос (Sénokos) е посочено като село с 35 домакинства и 133 жители българи.
Според статистиката на Васил Кънчов („Македония. Етнография и статистика“) от 1900 година Сѣнокосъ е населявано от 280 жители, всички българи християни.
На Етнографската карта на Битолския вилает на Картографския институт в София от 1901 година Сенокос е чисто българско село в Прилепската каза на Битолския санджак с 38 къщи.
В началото на XX век жителите на селото са под върховенството на Българската екзархия. По данни на секретаря на екзархията Димитър Мишев („La Macédoine et sa Population Chrétienne“) в 1905 година в Сянокос (Sianokos) има 176 българи екзархисти.
Според преброяването от 2002 година Сенокос има 320 жители, всички македонци.

## Личности
Родени в Сенокос
- Андрей (Андрея) Алексов, македоно-одрински опълченец, 20-годишен, зидар, 4 рота на 4 битолска дружина[7]
- Петър Алексов, македоно-одрински опълченец, 28-годишен, работник, 2 рота на 4 битолска дружина[8]
- Димитър Т. Ачков ,кметски наместник в периода от 1941 до 1944 година[9]